# Liphistius bicoloripes
Liphistius bicoloripes är en spindelart som beskrevs av Ono 1988. Liphistius bicoloripes ingår i släktet Liphistius och familjen ledspindlar.
Artens utbredningsområde är Thailand. Inga underarter finns listade i Catalogue of Life.